# 存在 (秋吉契里のアルバム)
『存在』（そんざい）は秋吉契里の1作目のアルバム。

## 内容
中島正雄、池田大介が全曲のレコーディングに参加した。タイトル曲「存在」はアルバム収録曲の中で最も演奏時間が長い（6分近く。全曲では「べつべつの涙」に次いで2番目）。

## 収録曲
1. いつか…
2. 僕がいなくても
3. HAPPY BIRTHDAY FOR YOU
4. 熱くならなきゃだめ これも恋だから
5. 存在
6. あなたをただ愛して ただそれだけで生きてゆける
7. ねぇ…(Album Version)
8. 愛なんて
9. 雲の階段
10. 運命の扉

作詞・作曲：秋吉契里　編曲：C. Crew

## 参加ミュージシャン
- 中島正雄 - ギター
- 池田大介 - キーボード
- 徳永暁人 - ベース
- 加藤友彦 - ブルースハープ
- Kyotaroh Murakami - コーラス